# Ларс Локе Расмусен
Ларс Локе Расмусен (дан. Lars Løkke Rasmussen; Вејле, 15. мај 1964) је дански политичар и премијер Данске од 5. априла 2009. до 4. октобра 2011. и поново од 28. јуна 2015. године до данас.
Посланик је Либералне странке у данском парламенту Фолкентингету од 21. септембра 1994. Од новембра 2001. до новембра 2007. био је министар унутрашњих послова и здравља Данске а од новембра 2007. до априла 2009. министар финансија.
Преузео је позицију премијера Данске 5. априла 2009, пошто је Андерс Фог Расмусен изабран за генералног секретара НАТО.
Расмусен је такође био председник општине Фредериксборг на северу Копенхагена од 1998. до 2001.
Расмусен је дипломирани правник Универзитета у Копенхагену.